# Blodets hemlighet
Blodets hemlighet (Tajemství krve) är en tjeckoslovakisk biografifilm från 1953 i regi av Martin Frič. Filmen handlar om den tjeckiske forskaren och psykiatern Jan Janský, som upptäckte och delade in blod i fyra grupper, ovetande om Karl Landsteiners samtida forskning om blodgrupper. 

## Handling
När läkaren Jan Janský undersöker om det finns något samband mellan psykisk ohälsa och blodpropp gör han en upptäckt. Han finner att människors blod kan delas in i fyra grupper. Men hans forskning missförstås av den tjeckiska medicinska eliten och han får inget erkännande för sin upptäckt under sin livstid.

## Rollista
- Vladimír Ráž - Dr. Jan Janský
- Zdeněk Štěpánek - professor Kuffner
- Jiřina Petrovická - Hedva
- Vlastimil Brodský - Dr. Kozdera
- Svatopluk Benes - Dr. Regent
- Rudolf Deyl - Papik
- Radovan Lukavský - Kolcava
- Vlasta Chramostová - Kolcavova
- Rudolf Hrušínský - Kurzweil
- František Filipovský - läkare på föreläsning
- Lubomír Lipský - läkare på föreläsning
- Václav Trégl - Kolonka
- Josef Kemr - aggressiv patient
- Josef Hlinomaz - vakt